# Rivière Harricana
Rivière Harricana är ett vattendrag i Kanada.   Det ligger i provinsen Québec, i den östra delen av landet, 700 km norr om huvudstaden Ottawa.

## Omgivningar
Trakten runt Rivière Harricana är nära nog obefolkad, med mindre än två invånare per kvadratkilometer.